# Dezab
Dezāb o Dez Āb (farsi دزآب) è una città dello shahrestān di Dezful, circoscrizione Centrale, nella provincia del Khūzestān. Aveva, nel 2006, una popolazione di 10.169 abitanti.